# Bích Sơn (nghệ sĩ)
Bích Sơn (sinh ngày 13 tháng 1 năm 1939 tại Hà Nội) là một nữ nghệ sĩ Mỹ gốc Việt.

## Cuộc đời và sự nghiệp

### Trước năm 1975
Bích Sơn sinh ngày 13 tháng 1 năm 1939 tại Hà Nội với nguyên danh Trần Bích Sơn, ấu danh Dung, tự Vĩnh San. Năm 1952, nữ danh ca Bích Thuận đã đem hai cháu Bích Sơn và Bích Thủy vô Sài Gòn theo gánh Kim Chung.
Cô Bích Sơn được dì gửi vào trường Saint Marie Tân Định. Năm 1955, Bích Sơn vào ban Xuân Thu của nhạc sĩ Lê Thương, khởi đầu với dòng tân nhạc. Cùng năm, khi nghệ sĩ Bích Thuận lập gánh Bích Thuận thì cô về hát. Nhưng nhìn chung, thời này Bích Sơn chưa có gì nổi trội, ngoại trừ lối ngâm trong trẻo, được thi sĩ Kiên Giang thầm thương trộm nhớ.
Năm 1957, Bích Sơn được công chúng biết đến nhờ vai Công chúa Phù Tang trong vở Khi hoa anh đào nở do Hà Triều - Hoa Phượng soạn riêng cho đoàn Thúy Nga.
| “                        | Thời đó, vẻ đẹp của nghệ sĩ Bích Sơn thích hợp vào vai mĩ nhân xứ Nhật, cộng thêm bà có giọng hát trầm bổng, nhịp nhàng với tiếng đàn shamisen đã thấm vào lòng khán giả. Nên vở 'Khi hoa anh đào nở' ra đời đã đưa bà lên đỉnh cao vinh quang, bà được trao giải Thanh Tâm năm 1960. | ” |
| — Kí giả Huỳnh Công Minh | |   |

Đến năm 1958, cô đứng ra lập gánh Bích Sơn – Thúy An, đạt thành công tại Đà Lạt với vai sơn nữ Phà Ca trong vở Bao giờ mùa sim chín (sau đổi thành Người vợ không bao giờ cưới) của Kiên Giang – Phúc Quyên. Về sau, báo giới thường gọi cô là Sơn nữ Phà Ca. Cùng năm, Bích Sơn dự đại nhạc hội Giao Duyên để ngâm giới thiệu bài Hoa trắng thôi cài trên áo tím của tác giả Kiên Giang.
Khi đoàn về Cần Thơ, Kiên Giang lại soạn cho cô tuồng Ngưu Lang – Chức Nữ để lần đầu cô được làm đào chánh. Kiên Giang cũng là người đặt cho cô biệt danh kiều nữ thông qua nhật báo Tiếng Chuông Kịch Trường.
Năm 1959, sự nghiệp Bích Sơn đạt tột đỉnh với giải Thanh Tâm qua vai Phương Thành trong soạn phẩm cổ tích Áo cưới trước cổng chùa, cũng nhờ một tay Kiên Giang.
Năm 1962, bà bầu Thơ soạn hợp đồng mời Bích Sơn về Thanh Minh - Thanh Nga. Tuy nhiên, từ giai đoạn này, sự nghiệp Bích Sơn chững lại và ít nổi bật hơn trước. Có những năm dài, cô không lên sân khấu, hình ảnh chỉ được thoáng thấy trên báo chí và phim ảnh.
| “                                                      | Khán giả nhớ nhất là mái tóc dài như suối phủ bờ vai, cặp mắt mơ mộng với nụ cười ẩn chứa nổi buồn man mác của Bích Sơn và còn một nét đặc biệt đó là cô gái đất Bắc có giọng ca truyền cảm, ngâm thơ rất hay. | ” |
| — NSƯT Hùng Minh - Huy chương vàng giải Thanh Tâm 1959 | |   |

### Sau năm 1975
Sau năm 1975, Bích Sơn vẫn là một trong những đào chánh của đoàn Thanh Minh - Thanh Nga. Tên tuổi bà gắn liền với các nhân vật Thánh Thiên trong Tiếng trống Mê Linh, Cô Mẫu trong Thái hậu Dương Vân Nga, Nhũ Mẫu trong Truyền thuyết tình yêu... Khi xảy ra Vụ án Thanh Nga được ít lâu, bà di cư sang Pháp theo diện đoàn tụ rồi qua Los Angeles định cư. Phu quân bà bị đưa đi học tập cải tạo một thời gian rồi cũng được bảo lãnh sang theo diện tù nhân chính trị.
Tại Mỹ bà ít xuất hiện trên truyền thông và không tham gia bất cứ sinh hoạt văn nghệ nào nữa.
| “                  | Các chị là nữ diễn viên thế hệ mới, đã cùng với các nữ danh ca Út Bạch Lan, Ngọc Nuôi, Bé Hoàng Vân và các nam nghệ sĩ Út Trà Ôn, Hữu Phước, Thành Được, Việt Hùng, Út Nhị, Văn Chung... làm nên thương hiệu sáng rực cho Thanh Minh, Thanh Nga. Gia đình chúng tôi luôn nhớ ơn chị Bích Sơn và các nghệ sĩ đã cộng tác với má tôi - bà Bầu Thơ. | ” |
| — Nghệ sĩ Bảo Quốc | |   |

| “                        | Tôi cảm ơn tấm lòng của khán giả yêu mến tôi, dù có nhiều lời mời từ khán giả kiều bào tại Mỹ mong muốn Bích Sơn xuất hiện trong các chương trình văn nghệ cộng đồng nhưng tôi đã từ chối. Vì năm nay tôi đã 82 tuổi rồi, quay lại sàn diễn không còn như xưa sẽ làm khán giả thất vọng. | ” |
| — Nghệ sĩ Bích Sơn, 2018 | |   |